# Vahid Talebloo
Vahid Talebloo (* 26. Mai 1982 in Teheran) ist ein ehemaliger iranischer Fußballnationaltorhüter.

## Laufbahn
Nach mehreren Vereinswechseln in der Jugend kam Talebloo in den 2000ern zum iranischen Spitzenclub Esteghlal Teheran. Und obwohl er dort ab 2005 mit Mehdi Rahmati einen Nationalmannschafttorwart vorgesetzt bekam, konnte er sich im Meisterschaftsjahr 2005/06 im Tor des Hauptstadtclubs behaupten und wurde zum besten Torhüter des Irans gewählt. Talebloo blieb bis 2011 bei Esteghlal und gewann eine weitere Meisterschaft sowie einmal den iranischen Pokal. Bis 2017 spielte er bei verschiedenen anderen iranischen Erstligisten. Zwischenzeitlich kehrte er zu Esteghlal zurück, wo er bei seinem Abgang 2016 Rekordtorhüter war.
Im Jahr 2005 lief Talebloo für die iranische U23 bei den Westasienspielen in Doha auf und gewann mit seinem Team die Bronzemedaille. Im Februar 2006 durfte er dann zum ersten Mal für die A-Nationalmannschaft in einem Qualifikationsspiel antreten. Im WM-Aufgebot des Iran für die Fußball-Weltmeisterschaft 2006 in Deutschland war er hinter den zwei älteren Kollegen Ebrahim Mirzapour und Hassan Roudbarian die Nummer drei im Tor und kam nicht zum Einsatz. Bei der Asienmeisterschaft 2007 wurde er im Viertelfinale gegen Südkorea kurz vor Ende der Verlängerung für Hassan Roudbarian eingewechselt, konnte das Ausscheiden im Elfmeterschießen jedoch nicht verhindern. 2008 vertrat er den Iran bei der Westasienmeisterschaft im heimischen Teheran das einzige Mal als Torhüter Nummer eins in einem Turnier. Der Iran wurde nach einem Sieg gegen Jordanien Westasienmeister, Talebloo verpasste das Finalspiel jedoch. Das Letzte seiner zwölf Länderspiele bestritt er 2009.

## Titel / Erfolge

### Verein
- Iranischer Meister 2006 und 2009
- Iranischer Pokalsieger 2008

### Nationalmannschaft
- Dritter Platz bei den Islamic Solidarity Games 2005[5]
- Bronzemedaille bei den Westasienspielen 2005
- Westasienmeister 2008